# سندی لایمن
سندی لیمن یک سیاستمدار آمریکایی است که از سال ۲۰۱۷ تا ۲۰۲۱ به عنوان یکی از اعضای مجلس نمایندگان مینه سوتا خدمت کرده است. او یکی از اعضای حزب جمهوری‌خواه است. لیمن از دبیرستان مرکز بروکلین فارغ‌التحصیل شده و مدرک لیسانس هنر در مدیریت سازمانی و ارتباطات از دانشگاه کنکوردیا و کارشناسی ارشد مدیریت بازرگانی در مدیریت اجرایی از دانشگاه سنت توماس گرفته است.